# École de peinture, de sculpture et d'architecture de Moscou
L'École de peinture, de sculpture et d'architecture de Moscou (en russe : Московское училище живописи, ваяния и зодчества, МУЖВЗ) est l'une des plus grandes institutions éducatives de Russie.

## Histoire
En 1832, Egor Makovski organise à Moscou un cercle créatif, qui permet aux artistes de se perfectionner en peinture et en dessin. Bientôt, le cercle prend le nom de "Classe des Arts" et en 1843 devient l'École de peinture et d'architecture de la société des Arts de Moscou. En 1834, l'établissement était situé dans la rue Bolchaïa Nikitskaïa et en 1844, il déménage dans la rue Miasnitskaïa.
Après la révolution d’Octobre de 1917, l'école est devenue l'Atelier expérimental d’État no 2 d’Enseignement d’art plastique (Svoma). La formation en architecture, initialement dispensée par les Vkhoutemas et l’université technique Bauman, a été regroupée au sein de l'Institut d'Architecture de Moscou en 1933. En 1939, alors que les ateliers expérimentaux avaient depuis longtemps été dissous, Igor Grabar releva l'établissement en nouveau lycée des Beaux-Arts, qui prit en 1948 le nom d’Institut des Beaux-Arts Sourikov (ru).

## Professeurs
- Thomas Bogdanovitch-Dvorjetski (ru) (1859-1920), architecte
- Pavel Dessiatov (ru) (1820-1888), peintre portraitiste
- Vladimir Favorski (ru) (1886-1964), illustrateur, xylographe, critique d'art, scénographe, graphiste
- Piotr Guerassimov (ru) (1812-1869), architecte
- Sergueï Ivanov (1828-1903), sculpteur
- Alexandre Kaminski (1829-1897), architecte
- Alexeï Korine (1865-1923), peintre
- Constantin Korovine (1861-1939), peintre
- Ilia Machkov (1881-1944), peintre
- Vladimir Makovski (1846-1920), peintre et collectionneur
- Nikolaï Milioukov (ru) (1825-1879), architecte
- Vassili Perov (1834-1882), peintre
- Vassili Polenov (1844-1927), peintre
- Illarion Prianichnikov (1840-1894), peintre de genre
- Nikolaï Ramazanov (1817-1867), sculpteur, peintre, historien d'art
- Alexeï Savrassov (1830-1897), peintre
- Valentin Serov (1865-1911), peintre
- Evgraf Sorokine (1821-1892), peintre
- Konstantine Vassilievitch Spasski, peintre
- Vladimir Tchapline (ru) (1861-1931), ingénieur

## Élèves
- Natalia Agapieva (ru) (1883-1956), peintre, graphiste
- Piotr Aliakrinski (ru) (1892-1961), peintre, graphiste, illustrateur, affichiste
- Abram Arkhipov (1862-1930), peintre
- Vassili Bakcheïev 1862-1958), peintre
- Galina Balachova (née en 1931), designer spatiale
- Isaac Batioukov (ru) (1865-1934), peintre
- Boris Bessonov (ru) (1862-1934), peintre paysagiste
- Vassili Bolotnov (ru) (1865-1939), mosaïste, peintre d'icône
- Ilia Bondarenko (1870-1947), architecte
- Jabbar Gasimov (1935-2002), peintre et affichiste d'Azerbaïdjan
- Sergueï Golouchev (1855-1920), peintre, critique d'art
- Nikolaï Gordenine (1864-1914), architecte à Kiev
- Gueorgi Iakoulov, peintre et décorateur de théâtre (1884-1928) élève de 1901 à 1903
- Alexeï Issoupov (ru) (1889-1957), peintre peredvijnik
- Sergueï Ivanov (1864-1910), peintre
- Gueorgui Kaïzer (ru) (1860-1931), architecte
- Sergueï Konionkov (1874-1971), sculpteur
- Alexeï Korine (1865-1923), peintre
- Pavel Korine (1892-1967), peintre
- Constantin Korovine (1861-1939), peintre et décorateur de théâtre
- Élisabeth Krouglikoff (1865-1941), peintre, graveuse et illustratrice
- Nikolaï Matveïev (1855, 1939), peinture, illustrateur et critique d'art
- Viktor Mazyrine (1859-1919), architecte
- Aleksei Radakov, (1879-1942), caricaturiste et affichiste
- Teresa Ries (1874-1950), sculpteur et peintre
- Fiodor Rojankovski (1891-1970), illustrateur
- Tcheslav Sabinski en 1903-1908, directeur artistique
- Galia Shabanova (1935), peintre
- Nina Sergueieva (1921-1994), peintre
- Apollinaire Vasnetsov (1856-1933), peintre et critique d'art
- Ivan Ivanov-Vano (1900-1987), animateur, scénariste, directeur artistique, chef décorateur
- Nikolaï Vinogradov (ru) (1885-1980), architecte, photographe, collectionneur
- Sergueï Zalesski (ru) (1867-1917), architecte
- Boris Zasypkine (ru) (1891-1955), architecte
- Vladimir Kush